# Jacob Jacobson
Jacob Jacobson (ur. 20 lipca 1807 w Królewcu, zm. 6 sierpnia 1858 w Braniewie) – niemiecki lekarz pochodzenia żydowskiego, praktykujący w Braniewie w latach 1831–1858. Niezwykle zasłużony dla miasta, honorowy obywatel Braniewa.

## Życiorys

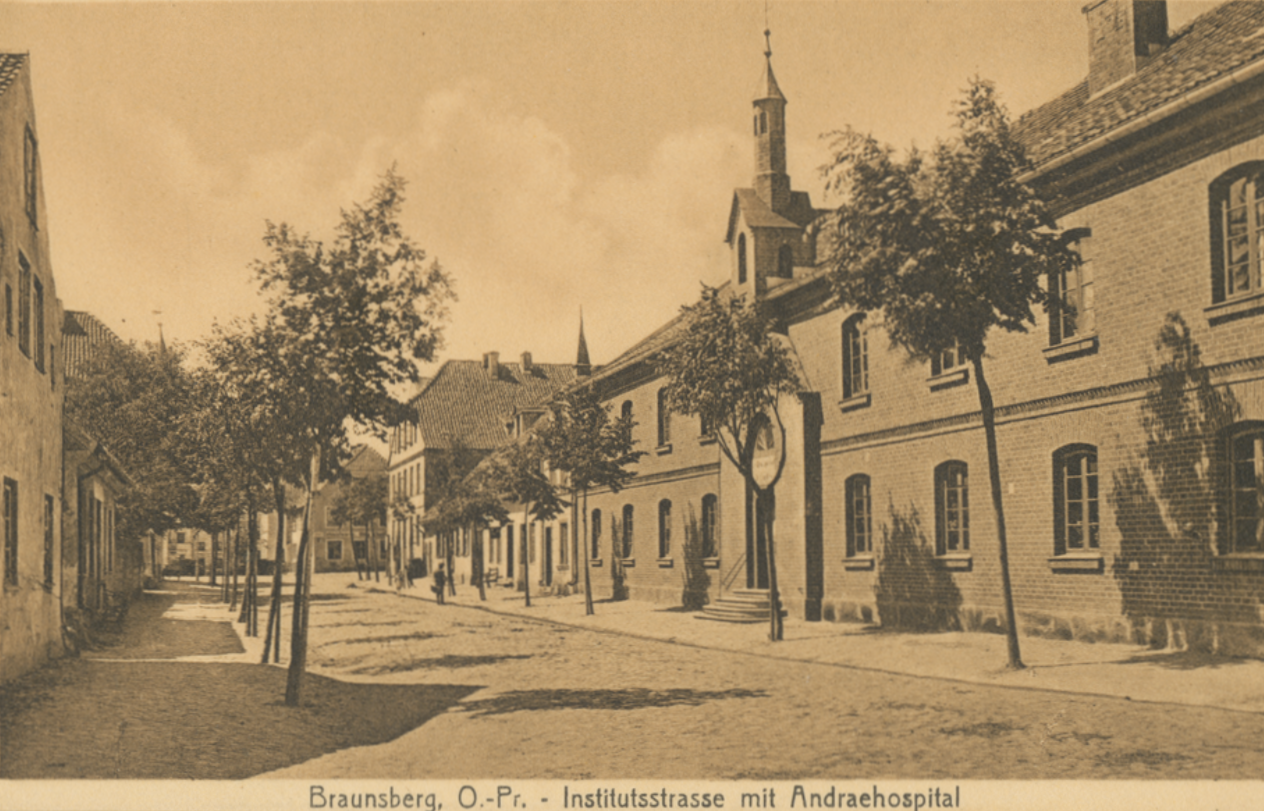
Szpital św. Andrzeja w Braniewie, którego dyrektorem był Jacobson

Po ukończeniu studiów od 1831 r. rozpoczął pracę w Braunsbergu (Braniewie), a od 1837 r. przez 20 lat kierował braniewskim szpitalem św. Andrzeja. Szczególnie zasłużył się w czasach walki z epidemią cholery w latach: 1832, 1837, 1848 i 1852 r. Był czołową postacią w mieście, a 1853 r. za szczególne zasługi na jego rzecz, zwłaszcza za zaangażowanie w zwalczaniu epidemii cholery, otrzymał tytuł Honorowego Obywatela Braniewa. Doktor Jacobson udzielał się także społecznie, współpracując z katolicką większością, w tym także z jezuitami. Dał się poznać również jako utalentowany kaznodzieja oraz literat. Jego śmierć w 1858 r. opłakiwało całe miasto, został pochowany na braniewskim cmentarzu żydowskim. W 1872 r. obok grobu Jacobsona została pochowana jego żona Fanny, z domu Goldschmidt, pochodząca z Gdańska. Jego wnuk Heinrich Jacob von Recklinghausen (syn córki Marii) również został znanym i cenionym lekarzem.

## Upamiętnienie

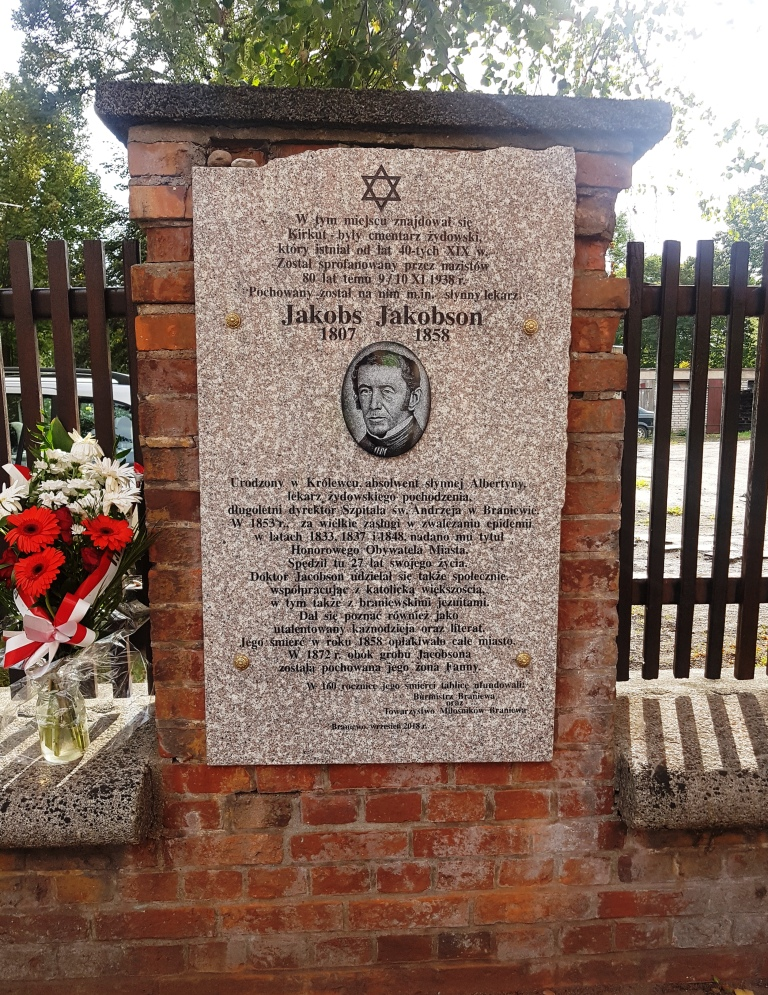
Tablica upamiętniająca Honorowego Obywatela Miasta Braniewa, 2018

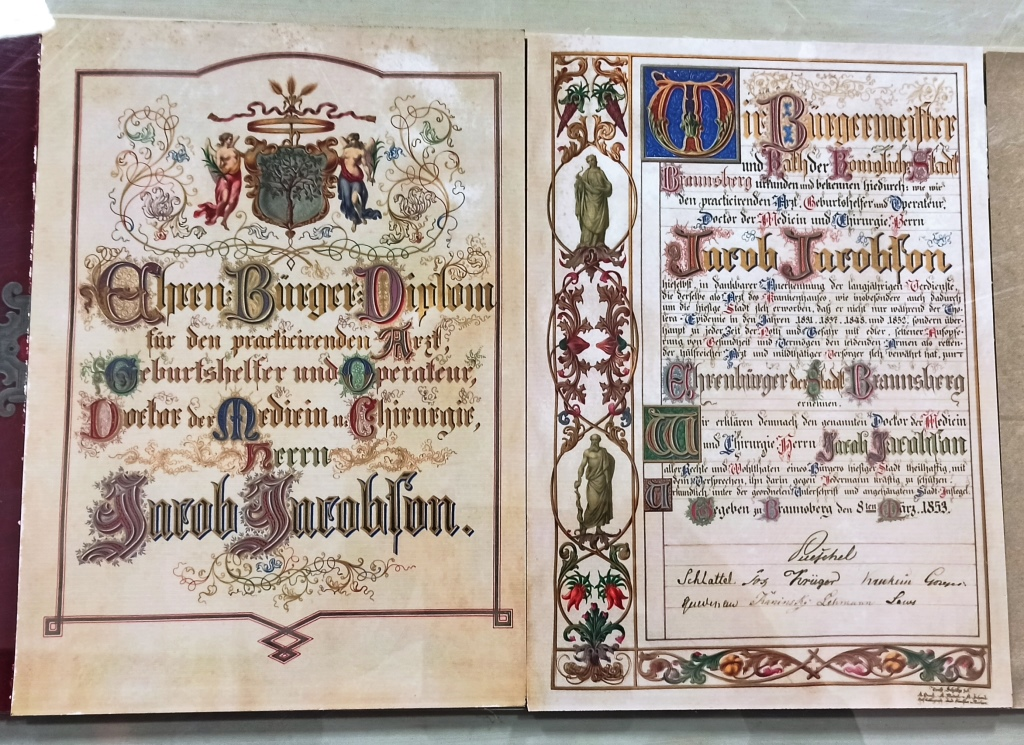
Dyplom honorowego obywatelstwa Braniewa z datą 8 marca 1853

21 września 2018 roku z inicjatywy Towarzystwa Miłośników Braniewa została odsłonięta na ogrodzeniu byłego kirkutu przy ul. Kościuszki w Braniewie płyta pamiątkowa poświęcona Honorowemu Obywatelowi Braniewa Jacobowi Jacobsonowi. Płyta została ufundowana w 160. rocznicę jego śmierci. Cmentarz żydowski, na którym został pochowany Jacobson oraz jego żona (w 1872), został sprofanowany przez nazistów podczas nocy kryształowej (9/10 listopada 1938). Przez lata stopniowo popadał w ruinę, ostatecznie go zlikwidowano (istniał jeszcze w 1947 roku).
Obecnie, prócz fragmentu ogrodzenia i tej pamiątkowej tablicy, po cmentarzu nie ma żadnego śladu.